# Phylloscopus chloronotus
El mosquitero dorsiclaro (Phylloscopus chloronotus) es una especie de ave paseriforme de la familia Phylloscopidae  propia del Himalaya y sus estribaciones surorientales.

## Distribución y hábitat
Se encuentra en el norte del subcontinente indio, en la zona del Himalaya y las estribaciones  que se extienden hasta el sur de Birmania, distribuido de oeste a este desde Pakistán, Bután, Nepal, norte de India hasta el suroeste de China.